# Melanie Rüegg
Melanie Rüegg (* 2002) ist eine Schweizer Unihockeyspielerin, die beim Nationalliga-A-Verein UHC Laupen unter Vertrag steht.

## Karriere
Rüegg stammt aus dem Nachwuchs des UHC Laupen und wechselte 2018 in die Nationalliga B zu den Floorball Riders Dürnten-Bubikon-Rüti. Nach drei Saisons kehrte sie zu ihrem Ausbildungsverein UHC Laupen zurück.